# Keisuke Ogasawara
Keisuke Ogasawara (小笠原 佳祐 Ogasawara Keisuke?, Yamaguchi, 7 de junio de 1996) es un futbolista japonés que juega como defensa en el S. C. Sagamihara de la J3 League.

## Trayectoria
En 2019 se unió al Roasso Kumamoto.

## Clubes
| Club                      | País  | Año       |
| ------------------------- | ----- | --------- |
| Roasso Kumamoto           | Japón | 2019-2021 |
| Fujieda MYFC              | Japón | 2022-2024 |
| S. C. Sagamihara (cedido) | Japón | 2024      |
| S. C. Sagamahira          | Japón | 2025-     |